# Вежниця
Вежниця (пол. Wierznica, нім. Wernsfeld) — село в Польщі, у гміні Добжинь-над-Віслою Ліпновського повіту Куявсько-Поморського воєводства.
Населення — 203 особи (2011).
У 1975-1998 роках село належало до Влоцлавського воєводства.

## Демографія
Демографічна структура станом на 31 березня 2011 року:
|          | Загалом | Допрацездатний вік | Працездатний вік | Постпрацездатний вік |
| -------- | ------- | ------------------ | ---------------- | -------------------- |
| Чоловіки | 108     | 24                 | 76               | 8                    |
| Жінки    | 95      | 21                 | 60               | 14                   |
| Разом    | 203     | 45                 | 136              | 22                   |